# Gabrielle de Rochechouart de Mortemart
Pour l’article homonyme, voir Gabrielle de Rochechouart.
Gabrielle de Rochechouart de Mortemart, marquise de Thianges (née en 1633 et morte le 12 septembre 1693 à Paris), est une aristocrate française, sœur aînée et confidente de Madame de Montespan (Françoise-Athénaïs).

## Enfance et éducation
Fille aînée de Gabriel de Rochechouart de Mortemart, marquis puis duc de Mortemart et pair de France à partir de 1650 et de Diane de Grandseigne issue des nobles familles de Marsillac et de La Béraudière. Ils possédaient chacun une charge haute à la Cour du Roi Louis XIII : son père fut nommé premier gentilhomme de la chambre du Roi (le connaissant depuis l'enfance) et sa mère, Dame d'honneur de la Reine Anne d'Autriche.
Elle naquit entre 1631 et 1634, (à ce jour nous n'avons pas de date précise) à Lussac-les-Châteaux et fut élevée à Saintes, au couvent de Sainte-Marie.
Ses parents ne s'entendaient que peu et se reprochaient mutuellement leurs mœurs et leurs idées divergentes. En effet, le duc de Mortemart fut ce qu'on pouvait appeler « un bon vivant », appréciant grandement les plaisirs de la table, les achats dépensiers, les festivités, les arts, les longues promenades à cheval et la chasse. Il était aussi très porté sur le libertinage et ne s'en privait guère puisque plutôt bien fait.
La duchesse Diane de Grandseigne quant à elle était tout le contraire : résolument pieuse et dotée d'une sagesse raisonnable, elle accordait beaucoup d'importance à sa charge à la Cour.
Ces nombreuses dissensions donnèrent lieu à des tirades célèbres entre ces deux personnages, dont une en particulier que d'autres ont jugé bon de notifier ou de reprendre:
« Un soir qu'il était rentré fort tard à son ordinaire, elle, qui l'attendait, ne put s'empêcher de lui demander d'un ton chagrin :

-D'où venez-vous ? Passerez-vous ainsi votre vie avec des diables ?

À quoi M. de Mortemart répondit :

-Je ne sais d'où je viens, mais je sais que mes diables sont de meilleure humeur que votre bon ange. »

Ce "bon-mot" raconté par Madame de Caylus à l'intérieur de ses mémoires ne fut pas le premier, ni le dernier à circuler publiquement par l'intermédiaire des courtisans. La Marquise s'interroge un instant dans son œuvre sur la bonne éducation de Madame de Thianges jugée comme trop laxiste pour l'époque et étrangement prodiguée par sa mère, la Duchesse Diane de Mortemart pourtant connue pour sa droiture impeccable. Pour défendre cette dernière, elle ajoute que cette liberté lui venait sans doute de son père Gabriel de Mortemart.
Accordons qu'elle ne possédait pas que les légers défauts de son paternel, mais également les qualités propres à la famille Rochechouart de Mortemart : ce tour singulier d'esprit, cette bonne humeur et cet humour particulier que même la Reine Marie-Thérèse d'Autriche (1638-1683) parvenait à apprécier.

## À la Cour de France

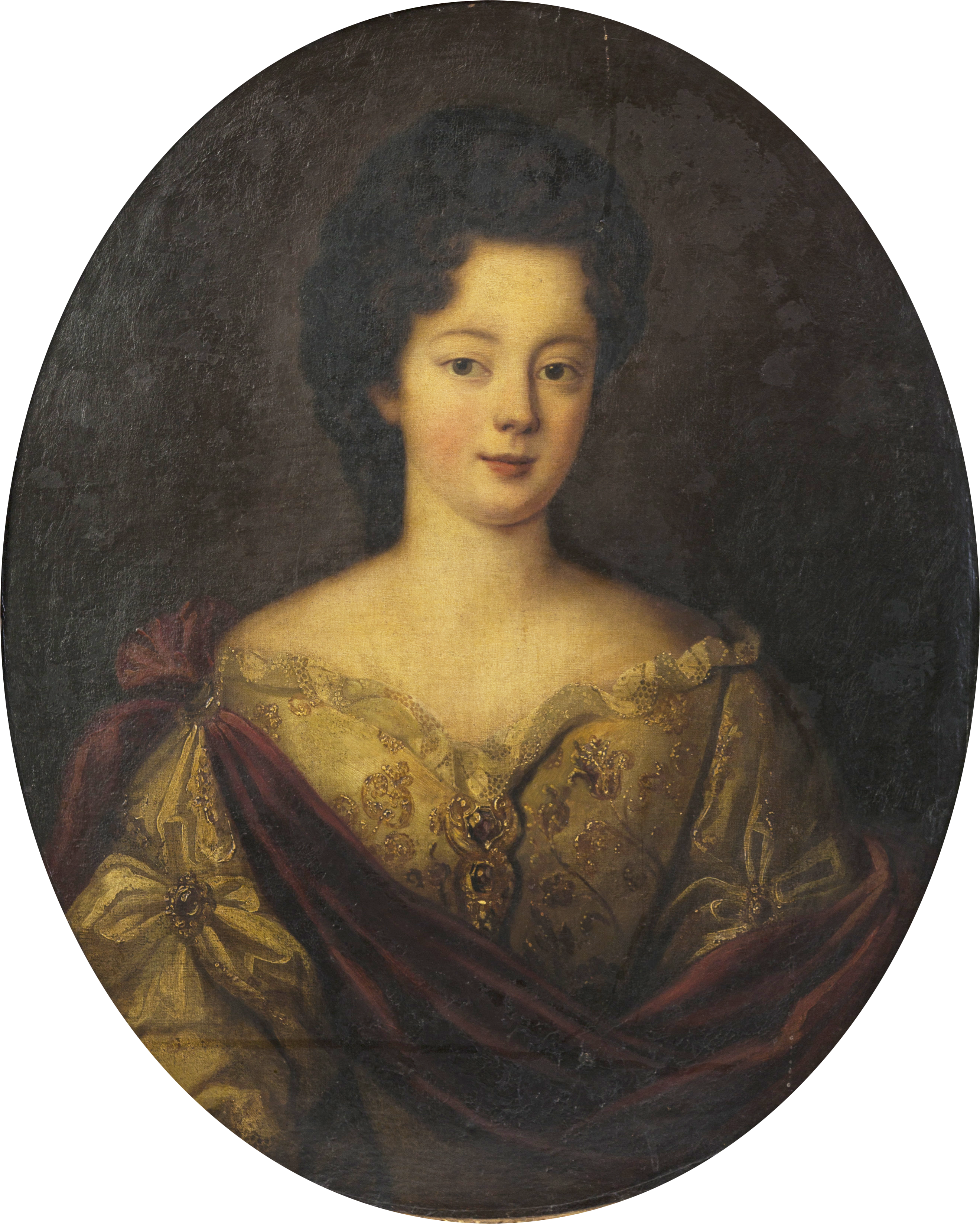
Peinture de Pierre Mignard.

## Madame de Thianges & autres intrigues
Gabrielle de Thianges œuvra son existence presque tout entière à la renommée de sa fratrie et de sa famille. Cette femme au caractère atypique et bien trempé n'hésitait jamais à réaliser les demandes de faveurs les plus osées auprès de Louis XIV pour ses sœurs Athénaïs de Montespan et Marie-Madeleine de Rochechouart par exemple, ainsi que pour son frère Louis Victor de Rochechouart de Mortemart. Madame de Thianges et son statut privilégié n'était pas des moins utile dans l'esquisse de ces démarches, demeure que la femme avait une façon bien à elle de formuler ses requêtes... Sous sa plume se dessinait un amalgame de flatteries tantôt plates, tantôt élaborées entre lesquelles se glissaient çà et là d'autres répliques acrimonieuses destinées à montrer au souverain l'antiquité et donc la supériorité de la "race" des Rochechouart de Mortemart. Le roi s'amusait d'ailleurs de cette folie que la marquise de Thianges possédait pour ses origines et la sachant particulièrement sensible sur ce chapitre-ci, ne se faisait guère prier pour l'en ennuyer régulièrement.

## Morte en Reine du Monde
La marquise de Thianges meurt à Paris, le 12 septembre 1693. Elle est inhumée dans l'église des religieux pénitents de Picpus, proche de la tombe du Duc de Mortemart son père.